# Rostislav Olesz
Rostislav Olesz, född 10 oktober 1985, är en tjeckisk professionell ishockeyspelare som spelar för HC Vítkovice Steel i Extraliga. Han har tidigare representerat Florida Panthers, Chicago Blackhawks och New Jersey Devils i NHL.
Han draftades i första rundan i 2004 års draft av Florida Panthers som sjunde spelare totalt.
Den 27 juni 2013 valde Chicago Blackhawks att köpa ut Olesz från sitt kontrakt till en kostnad av $2,833,334 som kommer betalas ut över de kommande två åren.